# الروضة (إب)

تعديل مصدري - تعديل

الروضة محلة تابعة لقرية بيت السريحى، التابعة لعزلة المقاطن بمديرية إب إحدى مديريات محافظة إب في الجمهورية اليمنية.، بلغ تعداد سكانها 37 حسب تعداد اليمن لعام 2004.